# Vereda da Pimenteira
Vereda da Pimenteira är ett vattendrag i Brasilien.   Det ligger i delstaten Bahia, i den östra delen av landet, 900 km nordost om huvudstaden Brasília.
Omgivningarna runt Vereda da Pimenteira är huvudsakligen savann. Runt Vereda da Pimenteira är det mycket glesbefolkat, med 5 invånare per kvadratkilometer.